# 확정청약
확정청약은 청약자가 청약을 일정기간동안 철회하지 않겠다는 약속과 함께 하는 청약이다. 미국법상 청약은 자유롭게 철회할 수 있기 때문에 약인을 부가하지 않는 확정청약은 일반적으로 철회가 가능하나 미국통일상법전의 상인의 물품매매계약의 경우, 상인이 서명한 문서에 일정기간 확정청약을 하는 경우, 철회권이 없어진다. 기간을 명시하지 않은 경우, 3개월을 초과하지 않는 합리적인 기간 동안 청약은 확정적이다.

## 관련 문헌
- 김선국, 미국계약법연구서설, 財産法硏究 第23卷 第3號, 2007. 2.
- 가정준, 미국계약법의 구조와 이해, 財産法硏究 第23卷 第3號, 2007. 2.

## 같이 보기
- 미국의 계약법